# موتور شمارة دو مرتع داري شهيد امير طاهر (دهسرد)
موتور شمارة دو مرتع داري شهید امیر طاهر (بالإنجليزية: Mowtowr-e Shomareh-ye Do Marat Dari Shahid Emir Taher)‏ هي منطقة سكنية تقع في إيران في قسم دهسرد الريفي. يقدر عدد سكانها بـ 88 نسمة .